# Gottlieb Planck

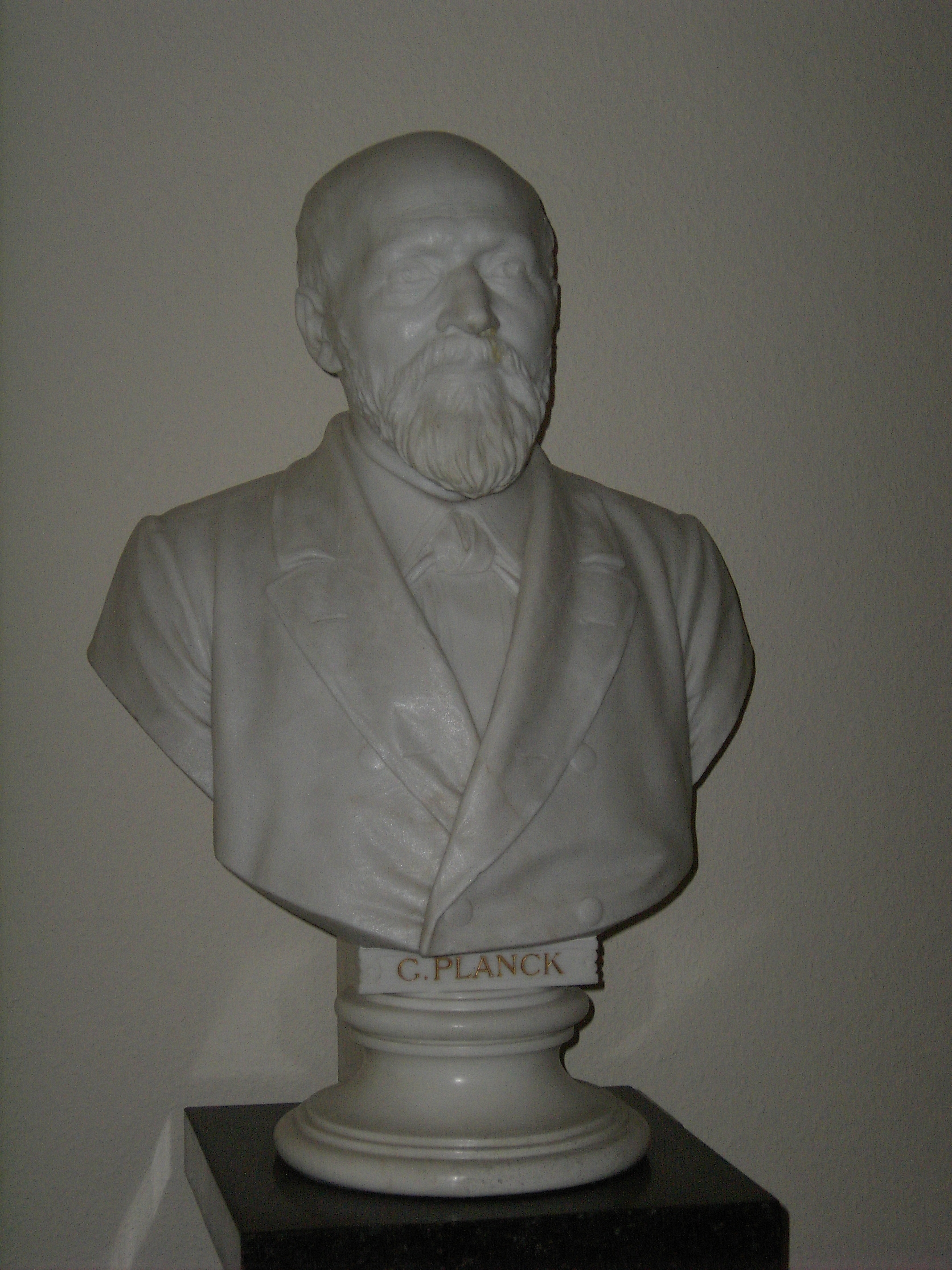
Gottlieb Planck.

Gottlieb Karl Georg Planck, född 24 juni 1824 i Göttingen, död där 20 maj 1910, var en tysk jurist och politiker.
Planck var sonson till Gottlieb Jakob Planck och bror till Wilhelm von Planck.
Planck blev efter avslutade universitetsstudier domare, men trädde som ledamot av hannoveranska lantdagens andra kammare och i sin skrift Die verbindliche Kraft der Verordnung vom 1. Aug. 1855 i opposition mot dåvarande kungliga hannoveranska regeringen och blev dömd till suspension samt ställdes någon tid därefter på indragningsstat. År 1863 återinträdde han emellertid i aktiv tjänst som Obergerichtsrat. Efter kriget och Hannovers införlivande med Preussen invaldes han i Nordtyska förbundets konstituerande riksdag och preussiska lantdagen, men tvingades snart, på grund av försämrad syn, att lämna den aktiva politiken. 
Sin största berömmelse vann Planck genom sitt deltagande i arbetet på Tyska rikets civillagbok. År 1874 insattes han i den första, 1890 som generalreferent i den andra kommissionen för detta arbete, och efter lagbokens tillkomst utgav han i förening med andra rättslärda den välkända kommentaren Bürgerliches Gesetzbuch nebst Einführungsgesetz, erläutert (1899-1902; fjärde upplagan 1913 ff.). Han blev 1877 juris doktor i Tübingen och 1889 honorärprofessor i Göttingen.